# Piotr Zaradny
Piotr Zaradny (né le 16 février 1972 à Krotoszyn) est un coureur cycliste polonais.

## Palmarès sur route

### Par année
- 1997
  - Szlakiem Grodów Piastowskich
- 1998
  - 3e étape de la Course de la Paix
- 1999
  - 1re et 2e étapes du Bałtyk-Karkonosze Tour
- 2000
  - 1re étape du Bałtyk-Karkonosze Tour
- 2001
  - 11e et 12e étapes du Tour du Maroc
- 2002
  - Memorial Pawla Sosika
  - 2e étape du Tour de Mazovie
- 2003
  - 3e étape du Szlakiem Grodów Piastowskich
  - 2e et 3e étapes du Tour de Mazovie
  - 3e étape de l'Inter. Course 4 Asy Fiata Autopoland
  - 2e du Szlakiem Walk Majora Hubala
- 2004
  - 2e et 8e étapes du Tour du Maroc
  - Prologue et 1re étape du Szlakiem Grodów Piastowskich
  - Prologue, 1re et 4e étapes du Tour de Mazovie
  - 2e de Dookoła Mazowsza
- 2005
  - 1re étape de Bałtyk-Karkonosze Tour
  - 3e étape du Tour de Mazovie
  - Tour de Mazovie
- 2006
  - 3e étape du Bałtyk-Karkonosze Tour
  - 2e étape du Tour de Mazovie
- 2007
  - Prologue du Szlakiem walk mjr. Hubala
  - 1reb étape du Tour de Croatie
  - 2e et 5e étapes du Bałtyk-Karkonosze Tour
  - 1re, 3e et 6e étapes de la Course de Solidarność et des champions olympiques
  - 2ea, 3e et 5e étapes du Tour de Mazovie
  - 2e du Tour de Mazovie 
  - 2e du Mémorial Andrzej Trochanowski
- 2008
  - 2e étape du Bałtyk-Karkonosze Tour
  - 2e étape de la Course de Solidarność et des champions olympiques
  - 2e étape du Tour de Mazovie

### Classements mondiaux
| Année           | 2005 | 2006 | 2007 | 2008 |
| --------------- | ---- | ---- | ---- | ---- |
| UCI Europe Tour | 38e  | 487e | 55e  | 383e |

## Palmarès sur piste
| - 1992 - Champion de Pologne de l'américaine (avec Jacek Kubiak) - 1993 - 3e du championnat de Pologne de l'américaine - 1994 - Champion de Pologne de course aux points - Champion de Pologne de l'américaine (avec Jacek Kubiak) - 3e du championnat de Pologne de poursuite par équipes - 1996 - Champion de Pologne de course aux points - Champion de Pologne de l'américaine (avec Sebastian Gołąb) | - 1997 - 2e du championnat de Pologne de l'américaine - 1998 - Champion de Pologne de l'américaine (avec Wojciech Pawlak) - 1999 - Champion de Pologne de l'américaine (avec Wojciech Pawlak) |  |